# Lijst van voetbalinterlands Engeland - Tsjechië
Deze lijst van voetbalinterlands is een overzicht van alle officiële voetbalwedstrijden tussen de nationale teams van Engeland en Tsjechië. De landen speelden tot op heden zes keer tegen elkaar. De eerste ontmoeting, een vriendschappelijke wedstrijd, werd gespeeld in Praag op 16 maart 1908, toen de Tsjechen nog onder de naam Bohemen speelden. Het laatste duel, een groepswedstrijd tijdens het Europees kampioenschap voetbal 2020, vond plaats op 22 juni 2021 in Londen.

## Wedstrijden
| № | Plaats | Datum            | Competitie           | Wedstrijd           | Uitslag |
| - | ------ | ---------------- | -------------------- | ------------------- | ------- |
| 1 | Praag  | 16 maart 1908    | Vriendschappelijk    | Bohemen − Engeland  | 0 − 4   |
| 2 | Londen | 18 november 1998 | Vriendschappelijk    | Engeland − Tsjechië | 2 − 0   |
| 3 | Londen | 20 augustus 2008 | Vriendschappelijk    | Engeland − Tsjechië | 2 − 2   |
| 4 | Londen | 22 maart 2019    | EK 2020 kwalificatie | Engeland − Tsjechië | 5 − 0   |
| 5 | Praag  | 11 oktober 2019  | EK 2020 kwalificatie | Tsjechië − Engeland | 2 − 1   |
| 6 | Londen | 22 juni 2021     | EK 2020              | Tsjechië – Engeland | 0 − 1   |

## Samenvatting
| Competitie        | Totaal gespeeld | Winst Engeland | Gelijk | Winst Tsjechië | Doelsaldo Engeland – Tsjechië |
| ----------------- | --------------- | -------------- | ------ | -------------- | ----------------------------- |
| EK-eindronde      | 1               | 1              | 0      | 0              | 1 − 0                         |
| EK-kwalificatie   | 2               | 1              | 0      | 1              | 6 − 2                         |
| Vriendschappelijk | 3               | 2              | 1      | 0              | 8 − 2                         |
| Totaal            | 6               | 4              | 1      | 1              | 15 − 4                        |

Wedstrijden bepaald door strafschoppen worden, in lijn met de FIFA, als een gelijkspel gerekend.